# Claude Roux (homme politique)
Pour les articles homonymes, voir Roux et Claude Roux.
Claude Roux, né le 27 octobre 1920 à Pointe-à-Pitre (Guadeloupe) et mort le 7 octobre 2010 à La Baule-Escoublac (Loire-Atlantique), est un avocat et homme politique français.

## Biographie
Claude Roux est le fils de Lucien Roux, pharmacien, et de Gabrielle Humbert.
Claude Roux commence sa carrière politique en tant que candidat de l'Union des Républicains et Démocrates indépendants, dans la 6e circonscription de la Seine, lors des élections législatives de 1951 et celles de 1956. Battu, il est néanmoins élu en 1953 conseiller municipal de Vincennes, sur la liste d'Antoine Quinson, futur secrétaire d’État aux Anciens combattants dans le Cabinet Félix Gaillard (novembre 1957 - mai 1958). Il est docteur en Droit après une thèse soutenue le 1er juin 1948 sur les réquisitions civiles immobilières et un ouvrage sur le prêt-bail (1945), diplômé de l'École libre des sciences politiques, diplômé de CPA de la Chambre de commerce de Paris, ancien auditeur de l'Académie de droit international de La Haye. Claude Roux a prêté serment le 19 juillet 1944 et sera inscrit au barreau jusqu'en octobre 1985.
En 1954, il est chargé de mission au cabinet du secrétaire d'État aux PTT du gouvernement Mendès France, André Bardon. Profitant de la vague gaulliste de 1958, Claude Roux, jeune avocat guadeloupéen, est réélu après la dissolution de 1962, en dépit d'un travail parlementaire réduit qui le voit se faire qualifier de « dilettante ». Il est cependant élu durant six mandats consécutifs. Lors des élections législatives de 1981, le RPR ne lui accorde pas l'investiture et c'est Jacques Toubon qui sera élu dans sa circonscription.
Membre du Conseil de Paris de 1965 à 1983, il appartient à Commission des affaires culturelles et à la Commission du règlement. Claude Roux a été président d'honneur de la Fondation Bertrand d'Anremon et président de la Section de Paris du Parti Libéral. Il fut aussi membre du Comité Directeur de l'Association pour l'Alliance Atlantique.
Marié en octobre 1946 à Colette Barre, ancienne élève de l'École polytechnique féminine, laquelle sera sa suppléante à l'Assemblée nationale de 1958 à 1967, et de 1973 à 1981.